# Reminder (The Weeknd)
Reminder è un singolo del cantante canadese The Weeknd, pubblicato il 9 maggio 2017 come quinto estratto dal terzo album in studio Starboy.

## Descrizione
Il brano è stato scritto da The Weeknd assieme a Dylan Wiggns, Jason Quenneville e ai produttori dello stesso, ossia Doc McKinney, Mano e Cirkut. Il 1º agosto dello stesso anno il brano è stato pubblicato per il download digitale in una versione remixata con la partecipazione di Young Thug e ASAP Rocky.

## Video musicale
Il video musicale, pubblicato il 16 febbraio 2017 attraverso il canale YouTube del cantante, ha visto la partecipazione di Drake, ASAP Rocky, Travis Scott, Bryson Tiller, YG, French Montana e altri artisti.

## Tracce
1. Reminder (Official Remix featuring Young Thug & ASAP Rocky) – 3:41

## Formazione
Musicisti
- Abel "The Weeknd" Tesfaye – voce
- Dylan Wiggins – tastiera e basso aggiuntivi

Produzione
- Doc McKinney – produzione esecutiva, produzione, ingegneria del suono
- Abel "The Weeknd" Tesfaye – produzione esecutiva
- Mano – produzione
- Cirkut – produzione, ingegneria del suono
- Tom Coyne, Aya Merrill – mastering
- Josh Smith – ingegneria del suono
- Manny Marroquin – missaggio
- Chris Galland – ingegneria al missaggio
- Jeff Jackson, Robin Florent – assistenza al missaggio

## Classifiche
| Classifica (2017-23)   | Posizione massima |
| ---------------------- | ----------------- |
| Canada                 | 16                |
| Filippine              | 6                 |
| Francia                | 74                |
| Germania               | 93                |
| Grecia                 | 20                |
| India                  | 11                |
| Lituania               | 82                |
| Malaysia               | 14                |
| Paesi Bassi            | 60                |
| Repubblica Ceca        | 48                |
| Slovacchia             | 28                |
| Stati Uniti            | 31                |
| Stati Uniti (R&B)      | 7                 |
| Stati Uniti (rhythmic) | 8                 |
| Svezia                 | 76                |
| Svizzera               | 86                |
| Vietnam                | 88                |